# Grand Prix Malajsie 2014
Grand Prix Malajsie 2014 (oficiálně 2014 Formula 1 Petronas Malaysia Grand Prix) se jela na okruhu Sepang nedaleko hlavního města Kuala Lumpur v Malajsii dne 30. března 2014. Závod byl druhým v pořadí v sezóně 2014 šampionátu Formule 1.

## Kvalifikace
| Poř.                       | No. | Jezdec            | Konstruktér             | Časy v kvalifikaci | Časy v kvalifikaci | Časy v kvalifikaci | Pořadí na startu |
| Poř.                       | No. | Jezdec            | Konstruktér             | Q1                 | Q2                 | Q3                 | Pořadí na startu |
| -------------------------- | --- | ----------------- | ----------------------- | ------------------ | ------------------ | ------------------ | ---------------- |
| 1                          | 44  | Lewis Hamilton    | Mercedes                | 1:57.202           | 1:59.041           | 1:59.431           | 1                |
| 2                          | 1   | Sebastian Vettel  | Red Bull Racing-Renault | 1:57.654           | 1:59.399           | 1:59.486           | 2                |
| 3                          | 6   | Nico Rosberg      | Mercedes                | 1:57.183           | 1:59.445           | 2:00.050           | 3                |
| 4                          | 14  | Fernando Alonso   | Ferrari                 | 1:58.889           | 2:01.356           | 2:00.175           | 4                |
| 5                          | 3   | Daniel Ricciardo  | Red Bull Racing-Renault | 1:58.913           | 2:00.147           | 2:00.541           | 5                |
| 6                          | 7   | Kimi Räikkönen    | Ferrari                 | 1:59.257           | 2:01.532           | 2:01.218           | 6                |
| 7                          | 27  | Nico Hülkenberg   | Force India-Mercedes    | 1:58.883           | 2:00.839           | 2:01.712           | 7                |
| 8                          | 20  | Kevin Magnussen   | McLaren-Mercedes        | 2:00.356           | 2:02.094           | 2:02.213           | 8                |
| 9                          | 25  | Jean-Éric Vergne  | Toro Rosso-Renault      | 2:01.689           | 2:02.096           | 2:03.078           | 9                |
| 10                         | 22  | Jenson Button     | McLaren-Mercedes        | 2:00.889           | 2:01.810           | 2:04.053           | 10               |
| 11                         | 26  | Daniil Kvjat      | Toro Rosso-Renault      | 2:01.175           | 2:02.351           |                    | 11               |
| 12                         | 21  | Esteban Gutiérrez | Sauber-Ferrari          | 2:01.134           | 2:02.369           |                    | 12               |
| 13                         | 19  | Felipe Massa      | Williams-Mercedes       | 2:00.047           | 2:02.460           |                    | 13               |
| 14                         | 11  | Sergio Pérez      | Force India-Mercedes    | 2:00.076           | 2:02.511           |                    | 14               |
| 15                         | 77  | Valtteri Bottas   | Williams-Mercedes       | 1:59.709           | 2:02.756           |                    | 18               |
| 16                         | 8   | Romain Grosjean   | Lotus-Renault           | 2:00.202           | 2:02.885           |                    | 15               |
| 17                         | 13  | Pastor Maldonado  | Lotus-Renault           | 2:02.074           |                    |                    | 16               |
| 18                         | 99  | Adrian Sutil      | Sauber-Ferrari          | 2:02.131           |                    |                    | 17               |
| 19                         | 17  | Jules Bianchi     | Marussia-Ferrari        | 2:02.702           |                    |                    | 19               |
| 20                         | 10  | Kamui Kobajaši    | Caterham-Renault        | 2:03.595           |                    |                    | 20               |
| 21                         | 4   | Max Chilton       | Marussia-Ferrari        | 2:04.388           |                    |                    | 21               |
| 22                         | 9   | Marcus Ericsson   | Caterham-Renault        | 2:04.407           |                    |                    | 22               |
| 107% času vítěze: 2:05.385 |     |                   |                         |                    |                    |                    |                  |
| Zdroj:                     |     |                   |                         |                    |                    |                    |                  |

Poznámky
1. ↑  Valtteri Bottas obdržel trest posunu o 3 místa vzad za blokování Daniela Ricciarda během kvalifikace.

## Závod
| Poř.   | No. | Jezdec            | Konstruktér             | Počet kol | Čas/Odstoupení   | Pořadí na startu | Body |
| ------ | --- | ----------------- | ----------------------- | --------- | ---------------- | ---------------- | ---- |
| 1      | 44  | Lewis Hamilton    | Mercedes                | 56        | 1:40:25.974      | 1                | 25   |
| 2      | 6   | Nico Rosberg      | Mercedes                | 56        | +17.313          | 3                | 18   |
| 3      | 1   | Sebastian Vettel  | Red Bull Racing-Renault | 56        | +24.534          | 2                | 15   |
| 4      | 14  | Fernando Alonso   | Ferrari                 | 56        | +35.992          | 4                | 12   |
| 5      | 27  | Nico Hülkenberg   | Force India-Mercedes    | 56        | +47.199          | 7                | 10   |
| 6      | 22  | Jenson Button     | McLaren-Mercedes        | 56        | +1:23.691        | 10               | 8    |
| 7      | 19  | Felipe Massa      | Williams-Mercedes       | 56        | +1:25.076        | 13               | 6    |
| 8      | 77  | Valtteri Bottas   | Williams-Mercedes       | 56        | +1:25.537        | 18               | 4    |
| 9      | 20  | Kevin Magnussen   | McLaren-Mercedes        | 55        | +1 kolo          | 8                | 2    |
| 10     | 26  | Daniil Kvjat      | Toro Rosso-Renault      | 55        | +1 kolo          | 11               | 1    |
| 11     | 8   | Romain Grosjean   | Lotus-Renault           | 55        | +1 kolo          | 15               |      |
| 12     | 7   | Kimi Räikkönen    | Ferrari                 | 55        | +1 kolo          | 6                |      |
| 13     | 10  | Kamui Kobajaši    | Caterham-Renault        | 55        | +1 kolo          | 20               |      |
| 14     | 9   | Marcus Ericsson   | Caterham-Renault        | 54        | +2 kola          | 22               |      |
| 15     | 4   | Max Chilton       | Marussia-Ferrari        | 54        | +2 kola          | 21               |      |
| Ret    | 3   | Daniel Ricciardo  | Red Bull Racing-Renault | 49        | Křídlo           | 5                |      |
| Ret    | 21  | Esteban Gutiérrez | Sauber-Ferrari          | 35        | Převodovka       | 12               |      |
| Ret    | 99  | Adrian Sutil      | Sauber-Ferrari          | 32        | Pohonná jednotka | 17               |      |
| Ret    | 25  | Jean-Éric Vergne  | Toro Rosso-Renault      | 18        | Turbo            | 9                |      |
| Ret    | 17  | Jules Bianchi     | Marussia-Ferrari        | 8         | Brzdy            | 19               |      |
| Ret    | 13  | Pastor Maldonado  | Lotus-Renault           | 7         | Pohonná jednotka | 16               |      |
| DNS    | 11  | Sergio Pérez      | Force India-Mercedes    | 0         | Převodovka       | 14               |      |
| Zdroj: |     |                   |                         |           |                  |                  |      |

## Průběžné pořadí po závodě
Pohár jezdců
|    | Pořadí | Jezdec          | Body |
| -- | ------ | --------------- | ---- |
|    | 1      | Nico Rosberg    | 43   |
| 17 | 2      | Lewis Hamilton  | 25   |
| 1  | 3      | Fernando Alonso | 24   |
| 1  | 4      | Jenson Button   | 23   |
| 3  | 5      | Kevin Magnussen | 20   |

Pohár konstruktérů
|   | Pořadí | Konstruktér          | Body |
| - | ------ | -------------------- | ---- |
| 1 | 1      | Mercedes             | 68   |
| 1 | 2      | McLaren-Mercedes     | 43   |
|   | 3      | Ferrari              | 30   |
|   | 4      | Williams-Mercedes    | 20   |
|   | 5      | Force India-Mercedes | 19   |